# Nearchos

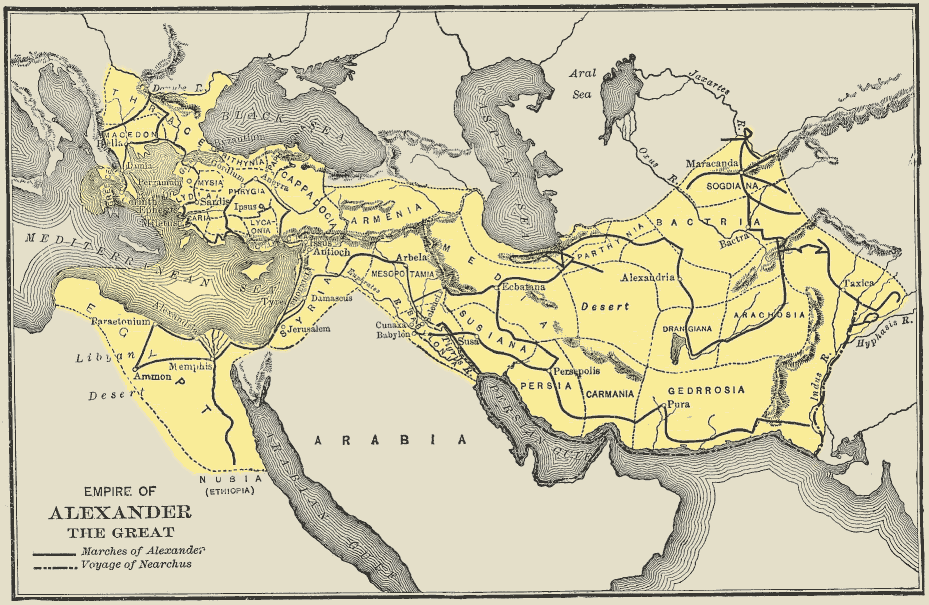
Trasa żeglugi Nearchosa na mapie krain azjatyckich po podbojach imperium perskiego

Nearchos, gr. Νέαρχος, łac. Nearchus (ok. 360 – 300 p.n.e.) – jeden z dowódców wojsk Aleksandra Wielkiego, żeglarz. 
Z pochodzenia Kreteńczyk, był przyjacielem macedońskiego władcy z dzieciństwa i młodości. W trakcie azjatyckiej kampanii Aleksandra został mianowany satrapą Licji i Pamfilii (334-329 p.n.e.). Później odegrał istotną rolę w wydarzeniach w Babilonie (323 p.n.e.), a po śmierci twórcy imperium pozostawał w służbie macedońskiego Antygona. W odróżnieniu od innych diadochów utracił swą hierarchiczną pozycję i polityczne wpływy, poświęcając się twórczej działalności pamiętnikarskiej.
Najbardziej znany jako głównodowodzący (nauarchos) floty 800 okrętów, którą poprowadził rzeką Indus do Zatoki Perskiej podczas indyjskiej kampanii wojennej Aleksandra Wielkiego. Okręty zbudowano nad rzeką Hydaspes najprawdopodobniej przy pomocy miejscowych szkutników. Nearchos wypłynął nimi na morze pod koniec września 325 roku p.n.e. Następnie żeglując wzdłuż wybrzeża Mekranu, pokonując  cieśninę Ormuz i zatokę Perską, dotarł do ujścia Eufratu i popłynął w górę rzeki. Na początku 324 roku p.n.e. jego flota połączyła się w Suzie z pozostałymi wojskami Aleksandra Wielkiego.
Niezachowana relacja Nearchosa z tej żeglugi (periplus) została fragmentarycznie wykorzystana w dziele Indike (Opisanie Indii) przez Flawiusza Arriana, ślady jej w postaci szczątkowych informacji i odniesień stwierdzono również w pismach innych autorów starożytnych (m.in. Strabona).